# Fagraea gracilipes
Fagraea gracilipes là một loài thực vật thuộc họ Loganiaceae. Đây là loài đặc hữu của Fiji. Chúng hiện đang bị đe dọa vì mất môi trường sống.